# گوستاوو ماتوساس
گوستاوو ماتوساس (انگلیسی: Gustavo Matosas؛ زادهٔ ۲۷ مهٔ ۱۹۶۷) بازیکن سابق فوتبال اهل آرژانتین است.
وی همچنین در تیم ملی فوتبال اروگوئه بازی کرده‌است.